# Constantin Fahlberg
Constantin Fahlberg (10 de desembre de 1850, Tambov, Imperi Rus - 15 d'agost de 1910, Nassau, Imperi Alemany), fou un químic rus, nacionalitzat estatunidenc i després alemany, conegut per la síntesi de la sacarina.

## Biografia
Fins a l'edat dels 11 anys estudià a Tartu, Estònia. Fahlberg rebé la formació tècnica bàsica a l'Institut Politècnic de Moscou després de la qual ingressà en la Gewerbeakademie de Berlín, estudiant amb l'eminent químic Carl Bernhard Wilhelm Scheibler. Posteriorment continuà l'aprenentatge a Wiesbaden i Leipzig, on es doctorà l'any 1873 amb una dissertació sobre l'àcid hidroxiacètic, sota la supervisió de Hermann Kolbe. Un any més tard emigrà als Estats Units i obrí a Nova York un laboratori analític especialitzat en el sucre, el qual vendria passat poc temps per a ocupar una plaça d'investigador per l'English Colonial Society, que havia reclamat els seus serveis per tal d'analitzar i avaluar les plantacions de sucre que tenia distribuïdes per les Índies Orientals i la Guaiana Britànica. Tornà el 1877 a Nova York i la firma H.W. Perot Import Firm (Baltimore) reclamà els seus serveis com especialista en l'anàlisi del sucre per tal de fer front a l'embargament que el govern dels EUA havia realitzat damunt una important tramesa de sucre, a partir de les crítiques de la seva impuresa. Fou així que conegué el químic nord-americà Ira Remsen que li facilità el seu laboratori de la Universitat Johns Hopkins per realitzar les seves investigacions.

## Obres
Fahlberg i Ira Remsen havien treballat junts durant el mes de juny de 1878 en l'oxidació de les o-toluolsulfamides, quan una nit, segons la història explicada pel mateix Fahlberg, en tornar a casa, aquest darrer es decidí a fer un mos i descobrí que el pa tenia gust dolç. Aviat comprengué que el rar tast havia de provenir d'alguna substància en la qual hagués estat treballant al laboratori i que s'havia adherit a la seva roba. Tornà furtivament entrada la nit i localitzà l'origen: el resultat de l'oxidació de la sulfonamida ortotuloena havia propiciat la síntesi d'ortobenzolsulfamida, és a dir, allò que més tard denominaria sacarina.